# Yeomanry

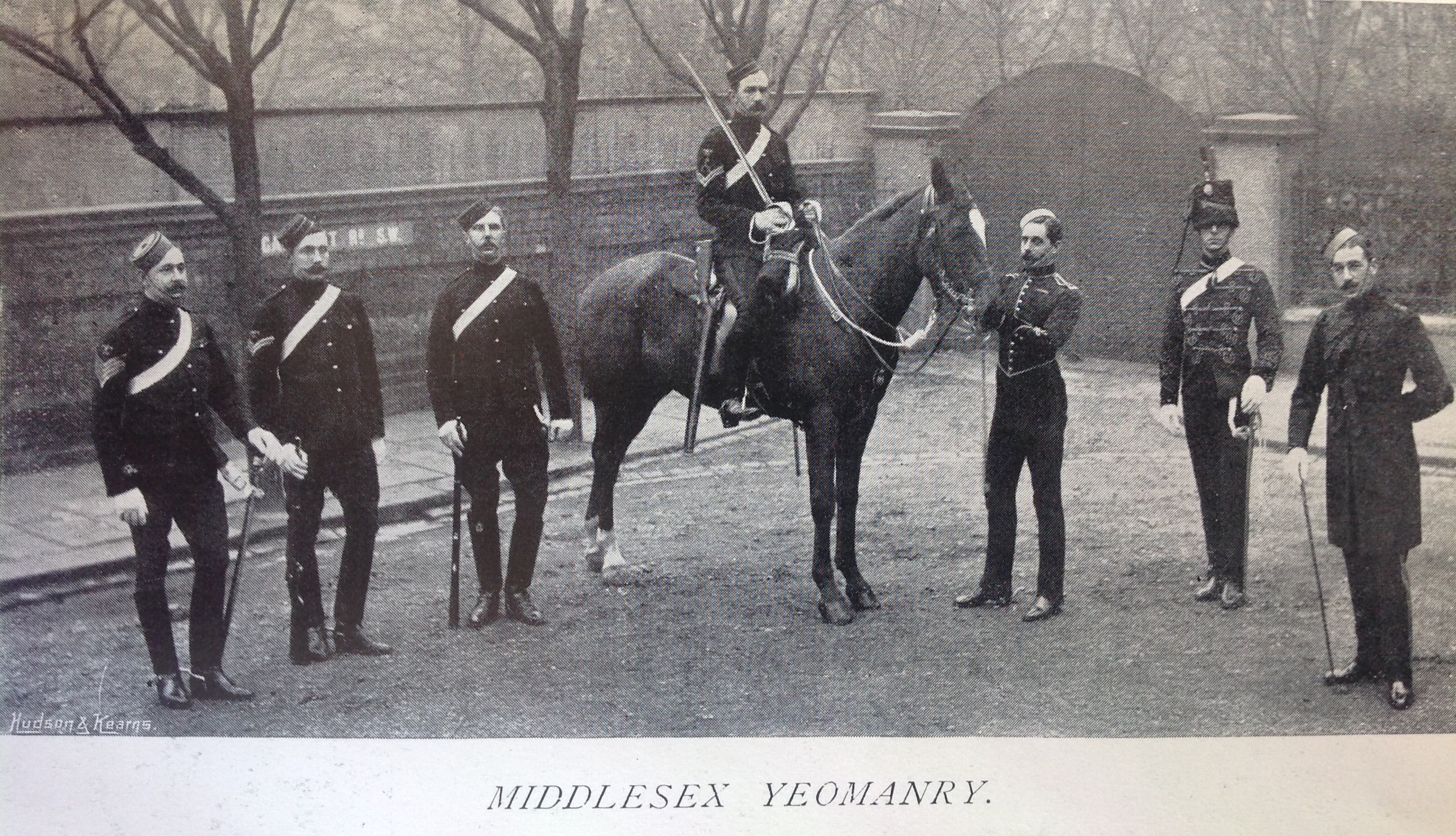
Um grupo da Yeomanry.

Yeomanry é uma designação utilizada por um número de unidades ou subunidades do Exército britânico Territorial, descendente de regimentos de cavalaria voluntários. Hoje em dia, as unidades Yeomanry podem servir em uma variedade de diferentes papéis militares.
Esta milícia montada foi criado na época da Revolução Francesa para se proteger contra uma possível invasão francesa de voluntários, a maioria de yeoman (daí seu nome). Os oficiais ainda permaneceram aristocráticos e muitas tropas eram realmente inquilinas de seus guerreiros.
Após a Primeira Guerra Mundial, o corpo de unidades Yeomanry foi reduzido e especializado, com unidades montadas, as unidades de blindados, unidades de artilharia, unidades de sapadores e de sinalização. O último regimento montado foi equipado com veículos blindados em 1942.

## Ligação Externa
- Yeoman im Meyers von 1837